# Caffrowithius garambae
Caffrowithius garambae är en spindeldjursart som först beskrevs av Beier 1972.  Caffrowithius garambae ingår i släktet Caffrowithius och familjen blindklokrypare. Inga underarter finns listade.